# The Masterplan
The Masterplan é uma coletânea musical da banda de rock britânica Oasis, lançado em 3 de novembro de 1998.
O álbum é formado por músicas que foram B-sides dos singles correspondentes aos três primeiros álbuns de estúdio da banda. Nem todas as B-sides estão aqui, as músicas selecionadas para este álbum foram escolhidas mediante a uma votação do público pelo site oficial da banda. O álbum vendeu 2 milhões de cópias em todo o mundo.
Mesmo sendo B-sides algumas das músicas mais conhecidas da banda estão aqui como "Acquiesce", "Talk Tonight", "Half the World Away" e "The Masterplan". É considerado uma das melhores coletâneas de B-sides da história.

## Lista de faixas
1. "Acquiesce" (Noel Gallagher) - 4:24
2. "Underneath the Sky" (Noel Gallagher) - 3:21
3. "Talk Tonight" (Noel Gallagher) - 4:21
4. "Going Nowhere" (Noel Gallagher) - 4:39
5. "Fade Away" (Noel Gallagher) - 4:13
6. "The Swamp Song" (Noel Gallagher) - 4:19
7. "I Am The Walrus" (Live) (John Lennon, Paul McCartney) - 6:25
8. "Listen Up" (Noel Gallagher) - 6:21
9. "Rockin' Chair" (Noel Gallagher, Chris Griffiths) - 4:35
10. "Half the World Away" (Noel Gallagher) - 4:21
11. "(It's Good) To be Free" (Noel Gallagher) - 4:18
12. "Stay Young" (Noel Gallagher) - 5:05
13. "Headshrinker" (Noel Gallagher) - 4:38
14. "The Masterplan" (Noel Gallagher) - 5:22

## Paradas musicais
| País/Parada (1998)                    | Melhor posição |
| ------------------------------------- | -------------- |
| Austrália (ARIA)                      | 36             |
| Canadá (Billboard)                    | 11             |
| Países Baixos (Dutch Charts)          | 55             |
| Finlândia (Suomen virallinen lista)   | 32             |
| França (SNEP)                         | 20             |
| Alemanha (Offizielle Deutsche Charts) | 55             |
| Irlanda (IRMA)                        | 3              |
| Japão (Oricon)                        | 5              |
| Noruega (VG-lista)                    | 18             |
| Escócia (Official Scottish Albums)    | 2              |
| Suécia (Sverigetopplistan)            | 20             |
| Suíça (Schweizer Hitparade)           | 40             |
| Reino Unido (UK Albums Chart)         | 2              |
| Estados Unidos (Billboard 200)        | 51             |